# Миодраг Стефановић (професор)
Миодраг Стефановић (Добра Вода, 1928 — Лесковац, 1990) био је истакнути професор филозофије, логике и психологије и Основа науке о друштву.

## Биографија
Завршио је гимназију у Лесковцу, а Филозофски факултет у Скопљу. Примљен је за професора филозофске групе предмета у лесковачкој Гимназији. Био је организатор Центра за идеолошко-политичко и марксистичко образовање партијских кадрова и његов први управник. У Политичкој школи СК КПЈ, Вечерњој политичкој школи ОК КПС и одељењу политичке школе за омладину који су формирани при Центру предавао је филозофију марксизма и марксистичко учење о друштву и једно време је био директор  Политичке школе. Учествовао је у изради Програма вечерњих политичких школа Србије.
Био је члан Савета за просвету општине Лесковац, Савета у здравству, Савета Народне библиотеке у Лесковцу, председник Организације за ширење књига некадашњег лесковачког среза, сарадник Педагошког завода у Лесковцу, председник управног одбора и члан Савета Гимназије у Лесковцу. Поред рада у Гимназији, ангажован је као професор социологије у Средњој управној школи у Београду, Вишој управној школи у Нишу и Вишој пољопривредној школи у Приштини. Петнаест година је био члан редакције Нашег стварања и члан редакције Лесковачког зборника. Био је члан управе Филозофског друштва Србије и председник његовог огранка за југоисток Србије са седиштем у Нишу. 
Године 1972. постао је професор Више техничке текстилне школе у Лесковцу, а предавао је и у истуреним одељењима у Ивањици, Новом Пазару, Гњилану и Штипу. Био је председник Већа школе и председник Савета школе у два мандата, помоћник директора школе и шеф Катедре друштвених наука. 
Године 1984. докторирао је на Факултету политичких наука у Београду са дисертацијом Марксово схватање људског рада.
Добитник је више диплома и захвалница.